# シャンジン
シャンジン（アルバニア語: Shëngjin）はアルバニアのレジャ州の都市であり、旧基礎自治体である。2015年にレジャ基礎自治体の都市の一つになった。2023年に都市の人口は6,963人だった。